# Emilia Slabunova
Emilia Edgardovna Slabunova (ryska: Эмилия Эдгардовна Слабунова), född 7 oktober 1958 i Ufa, är en rysk politiker. Hon var 2011–2016 ledamot av Karelska republikens fullmäktige och var från 19 december 2015 till december 2019 ordförande för partiet Jabloko, vilket gjorde henne till första kvinnliga ledaren för ett större politiskt parti i Ryssland.
Hon studerade historia vid statliga universitetet i Samara med examen 1980. Åren 1982–1992 undervisade hon i historia och samhällsvetenskap vid Byggnadstekniska högskolan i Petrozavodsk. Därefter undervisade hon vid Lyceum n:r 1 (ett gymnasium) i Petrozavodsk, där hon 1999–2013 var rektor. 2004 blev hon filosofie licentiat (kandidat nauk) på en avhandling inom pedagogik vid Karelens lärarhögskola.
2001 invaldes hon i stadsfullmäktige i Petrozavodsk. 2003 gick hon med i partiet Jabloko. I december 2011 valdes hon till Karelska republikens fullmäktige och blev vice ordförande i dess utskott för utbildning, kultur och fritid. I september 2013 kandiderade hon för Jabloko till posten som borgmästare i Petrozavodsk, men hennes kandidatur underkändes av en domstol två veckor före valet. I stället valdes partiets reservkandidat Galina Sjirsjina till borgmästare och Slabunova lämnade sin post som gymnasierektor för att bli rådgivare i utbildningsfrågor åt den nya borgmästaren.
Under flera år har Slabunova varit indragen i en konflikt med delrepublikens guvernör Aleksandr Hudilainen och krävt dennes avgång för hans attacker mot partiet Jabloko. Den 23 juni överlämnade hon till Rysslands president en namnlista med 10 000 underskrifter för att avsätta guvernören.
Vid partiets kongress den 19–20 december 2015 infördes en begränsning av ordförandeskapet till två mandatperioder à fyra år. Eftersom ordföranden Sergej Mitrochin redan suttit i åtta år, blev det aktuellt att välja en ny ordförande. Många trodde att Leo Schlossberg från Pskov skulle väljas, men partigrundaren Grigorij Javlinskij förordade Slabunova, som i andra omröstningen valdes med 91 av 154 röster.
Slabunova är gift och har två barn, en dotter född 1981 och en son född 1984, numera bosatta i Venedig respektive München.

### Fotnoter
1. ↑  ”Yabloko holds Congress and elects first female political party leader in Putin’s Russia” (på engelska). Alliansen liberaler och demokrater för Europ. 21 december 2015. Arkiverad från originalet den 5 januari 2016. https://archive.is/20160105113856/https://www.aldeparty.eu/en/news/yabloko-holds-congress-and-elects-first-female-political-party-leader-putins-russia. Läst 3 januari 2016.